# Unihockey Basel Regio
Unihockey Basel Regio ist ein Schweizer Unihockeyverein aus der Region Basel. Das erste Frauen-Team von Unihockey Basel Regio spielt in der Nationalliga B, das erste Männer-Team ab der Saison 2022/23 in der Unihockey Prime League.

## Geschichte

### Gründung
Der heutige Verein Unihockey Basel Regio entstand durch die regionale Zusammenarbeit von Unihockey Leimental mit den Basler Auswahlen. Bereits 2006 wurde der Dachverein Unihockey Leimental gegründet, getragen von den damaligen Stammvereinen TV Oberwil und Squirrels Ettingen. Dabei wurden die höchst platzierten Aktiv- und Nachwuchsteams der Squirrels Ettingen in diesen neuen Dachverein überführt und ein Partnerschaftsvertrag mit den beiden erwähnten Stammvereinen geschlossen. 2013 traten dann als Ergebnis der mehrjährigen Zusammenarbeit in den Basler Auswahlen die Griffins Muttenz-Pratteln und der UHC Basel United als Stammvereine dem Dachverein bei. Dieser wurde als Folge in Unihockey Basel Regio umbenannt.

### Erfolge durch regionale Zusammenarbeit
Durch die offene Struktur und die konsequente Förderung der Jugendabteilung gelang es Unihockey Basel Regio während der Saison 2015/16 erste grosse Erfolge zu verzeichnen. Nachdem die Frauen sich in der Nationalliga B etabliert hatten, vermochten die Junioren der U21 von der Stärkeklasse C in die Stärkeklasse B aufzusteigen. Zudem qualifizierten sich die Juniorinnen der U21 erstmals für die Aufstiegsspiele ins A. Die Junioren U18 erreichten 2017 dann die Aufstiegsspiele in die Stärkeklasse A (höchste Nachwuchsliga) und konnten diese nach mehreren vorherigen erfolglosen Versuchen gewinnen. Die U21-Juniorinnen machten es der U18 ein Jahr später nach und realisierten ebenfalls den Aufstieg in die Stärkeklasse A. Damit gesellten sie sich diese Teams zu den Junioren U16 und die Junioren U14/Juniorinnen U17, welche bereits im A spielten.
Einer der grössten und wichtigsten Erfolge für die Verantwortlichen von Unihockey Basel Regio war der Aufstieg der ersten Mannschaft der Männer im Jahr 2016 in die Nationalliga B. Die Mannschaft um den ehemaligen SV Wiler-Ersigen Spieler Patrick Mendelin konnte alle drei Spiele der Best-of-Five-Serie gegen Zürisee Unihockey für sich entscheiden. Durch den Aufstieg machte der Verein aus der Region Basel einen grossen Schritt, um sich langfristig im Schweizer Unihockey bemerkbar zu machen. Auch das Frauenteam konnte in dieser Zeit sportliche Erfolge ausweisen, erreichte es doch mehrmals die NLB-Halbfinal-Playoffs, zuletzt in der Saison 2021/22.
In der ersten Saison nach dem Aufstieg (2016/17) erreichten die Männer gleich Rang 3 und unterlagen erst im Playoff-Halbfinal Floorball Thurgau mit 2:3 in der Serie. In den folgenden Jahren wurde das Team mehrmals NLB-Meister (2018, 2020) und war nie schlechter platziert als Rang 2. In den Jahren 2018 (vs. Kloten-Dietlikon Jets, 1:4 in der Serie) und 2019 (vs. UHC Thun, 3:4 in der Serie) spielte der Verein um den Aufstieg in die NLA. Im Pandemiejahr 2020 gewann Basel Regio erneut die Playoff-Halbfinals der NLB und war wieder für die Aufstiegsspiele in die NLA qualifiziert (vs. Ad Astra Sarnen), als die Saison abgebrochen wurde. Ähnlich erging es den ältesten Junioren.
Die U21 gewann nach ihrem Aufstieg ihre Gruppe in den Jahren 2020 und 2022 und war nie schlechter klassiert als Rang 2. In ihrer ersten Saison im B (2016/17) erreichten sie bereits die Aufstiegsspiele in die Stärkeklasse A. Dort unterlagen sie dem A-Vertreter Unihockey Tigers Langnau mit 1:3 in der Serie. Ein Jahr später hiess der Gegner um den Aufstieg dann UHC Uster. Diese Serie ging 2:3 verloren. Die Saison 2019/20 fand dann wegen der Pandemie ein ebenfalls abruptes Ende, dabei stand das Team wieder in den Playoffs. Die darauffolgende Saison 2020/21 wurde bereits nach nur 4 Runden abgebrochen. 2021/22 nahm das Team als Gruppensieger einen erneuten Anlauf, um in die höchste Nachwuchsklasse aufzusteigen. In den Best-of-Three-Playoffs gegen die (in der Ost-Gruppe) zweitplatzierten Red Devils March-Höfe Altendorf liess die U21 nichts zu und gewann die Serie glatt mit 2:0. Der Gegner in den Auf-/Abstiegsplayoffs A/B hiess nun UHC Waldkirch-St. Gallen. In der heimatlichen Sporthalle Sandgruben realisierten die Junioren dann am 3. April 2022 den dritten hintereinander folgenden Sieg in dieser Best-of-Five-Serie und erreichten so den angestrebten Aufstieg ins A auf dem schnellstmöglichen Weg.
Weniger Erfolg in der Saison 2021/22 hatten die Junioren U18. Das Team verpasste die Playoffs klar (12.) und musste in den Playouts gegen Chur Unihockey (9.) antreten. Diese Best-of-Five-Serie ging mit 0:3 verloren. Die U18 bestritt in der Folge erstmals seit dem Aufstieg die Relegationsspiele, um den Verbleib im A. Dort hiess der Gegner aus dem B dann UHC Uster. Auch diese Serie ging schliesslich mit 0:3 verloren. Nach 5 Jahren in der Stärkeklasse A musste das Team also den Abstieg ins B hinnehmen. Besser machten es die U21-Juniorinnen. Auch sie mussten als Neuntplatzierte in die Playouts, gewannen aber ihre Serie gegen die Red Ants Rychenberg Winterthur (10.) mit 3:1 und sicherten so den Ligaerhalt.

### Erstmaliger Aufstieg in die NLA 2021/22
In der Saison 2021/22 wurden die Männer von Unihockey Basel Regio erneut NLB-Vizemeister hinter Floorball Thurgau. Sie gewannen die anschliessenden Best-of-Five-Serien des Viertelfinals (vs. UHC Sarganserland (8.) und des Halbfinals (vs. Kloten-Dietlickon Jets (3.) glatt mit je 3:0. In den Auf-/Abstiegsplayoffs NLA/NLB hiess der Gegner dann Ad Astra Sarnen, also just die Affiche, die wegen der Pandemie 2020 nicht gespielt werden konnte. Am 5. April 2022 gewannen die Basler schliesslich auswärts in Sarnen das 5. Spiel dieser Best-of-Seven-Serie mit 4:1 und damit auch die Serie mit 4:1. Nachdem das Team in den 4 Jahren zuvor je zweimal in den Aufstiegsspielen und an Corona gescheitert war, konnte die Basler in der Saison 21/22 nicht mehr gestoppt werden. Sechs Jahre nach der Promotion von der 1. Liga in die NLB erfüllte sich endlich der lang ersehnte Aufstieg in die NLA.

### Neue Vereinsstruktur
Im Rahmen eines Workshops entschied sich der aktuelle Vorstand dazu, die Vereinsführung in eine professionelle operative Führung (Geschäftsleitung) sowie eine eigenständige strategische Führung (eine Art Verwaltungsrat) aufzuteilen. Entsprechende Veranstaltungen mit Kandidatinnen und Kandidaten wurden hierzu bereits geführt.
“Unser Verein ist immer grösser geworden und die Anforderungen in allen Bereichen gestiegen. Der aktuelle Vorstand und die Funktionäre waren im operativen «Überlebensmodus». Zeit für strategische Überlegungen blieb nebst den alltäglichen Aufgaben kaum”, äußert sich Präsident Daniel Moser zur Neuausrichtung.

## Geschäftsführung
Seit 1. Mai 2023 wird die operative Vereinsführung nun von einer angestellten Geschäftsleitung verantwortet. Antti Peiponen, langjähriger Trainer und Ausbildungschef bei UBR hat neu die Verantwortung über den gesamten Sportbereich übernommen. Patrick Mendelin, langjähriger Sportchef übernimmt neu den Bereich Vereinsentwicklung und ist insbesondere für die Vermarktung, Finanzierung und Entwicklung des Vereins verantwortlich. Rainer Altermatt verantwortet den Bereich Vereinsbetrieb, in welchem die Vereinsadministration und der Spielbetrieb zusammengefasst sind.

## Stadion
Die Teams von Unihockey Basel Regio tragen deren Heimspiele hauptsächlich in der Sporthalle Pfaffenholz in Basel aus.

## Trivia
Unihockey Basel Regio ist neben dem UHC Waldkirch-St. Gallen der einzige Schweizer Club, welcher je ein Frauen- und Männerteam in der Nationalliga hat.